# Forbidden Archaeology (Opus 1,1)
Forbidden Archaeology (Opus1,1) – album cyfrowy formacji muzyczno-teatralnej Teatr Tworzenia - J. Pijarowskiego, opublikowany  27 marca 2024 roku z okazji Międzynarodowego Dnia Teatru.  Album jest częścią sagi zatytułowanej: Forbidden Archaeology.  Zarejestrowany został w latach: 2022 i 2023 roku w Bydgoszczy, oraz w Wojkowicach (MaQ Records Studio).  Autorem koncepcji i scenariusza jest J. Pijarowski, który odpowiada również za reżyserię, udźwiękowienie, mix i produkcję audio i video. Obróbce dźwiękowej materiał poddano w londyńskim studiu autora.

## Lista utworów (multimedialna wersja cyfrowa (non profit))
1. „The Beginning"
2. „The Viracocha Constellations part 1"
3. „Space Unicorn Races (The Gate of the Sun) W.A.R. ”
4. „Interstellar"
5. „Personification of the E-Creatures"
6. „May There Be A Peace & Health Between You & Us"
7. „A View From the Window (Farewell to E)"

## Muzycy i artyści biorący udział w projekcie
- Muzykę przygotowali Józef Skrzek, Arad Emamgholi i Jarosław Pijarowski.
- Wokale - Arad Emamgholi, Jarosław Pijarowski, Linas Domarackas (gościnnie).
- Dodatkowe formy muzyczne zostały zarejestrowane z wykorzystaniem autorskich instrumentów perkusyjnych - Krzysztof Kapitan.

## Realizatorzy dźwięku
- Jarosław Toifl - realizacja w MaQ Records Studio[2]
- Jarosław Pijarowski - realizacja i mix  - London Entertainment Studio (Londyn, Wielka Brytania)[3]

## Okładka
Okładka pierwszej części cyklu zaprojektowana została przez J.Pijarowskiego na bazie kompozycji Andrzeja Kielara zatytułowanej: „Oczekiwanie".

## Premiera i akcje artystyczne związane z cyklem „Forbidden Archaeology" Teatru Tworzenia
- Pierwszy cyfrowy singiel zatytułowany „Space Unicorn Races (The Gate of the Sun)" opublikowany został na kanale muzycznym You Tube 23 marca 2023 roku[5].
- Oficjalna premiera pierwszej części sagi została ogłoszona 27 marca 2024 roku z okazji Międzynarodowego Dnia Teatru[6].
- Drugi cyfrowy singiel cyklu zatytułowany „last exit for the lost (nibiru space stop no 5 - version)" zapowiadający drugą część „Forbidden Archaeology" zatytułowaną: „lamentation for civilization (you choose which one...)" został zaprezentowany publicznie na kanale muzycznym You Tube 25 sierpnia 2024 roku[7].

## Recenzje i dodatkowe informacje
- Recenzja i dodatkowe informacje na temat publikacji w serwisie esensja.pl autorstwa Sebstiana Chosińskiego[8]